# Monkey Shines
Monkey Shines alias Monkey Shines: An Experiment in Fear is een Amerikaanse horrorfilm uit 1988 onder regie van George A. Romero. Deze baseerde het verhaal op dat uit het gelijknamige boek van Michael Stewart. De film won zeven prijzen, waaronder die voor beste script, beste regisseur en beste actrice (Kate McNeil) op het Filmfestival van Sitges en de prijs van de critici op het Portugese Fantasporto.

## Verhaal
Allan Mann is een succesvolle jonge hardloper die elke dag hard traint om in vorm te blijven. Zijn leven komt compleet op zijn kop te staan wanneer hij tijdens het joggen schrikt van een plotseling op hem af schietende hond. In een reflex springt hij opzij en loopt daardoor voor een aanrijdende vrachtwagen. Dr. John Wiseman redt Manns leven, maar hij moet verder met een tetraplegie die hem bindt aan een rolstoel. Het enige wat hij nog kan bewegen, zijn zijn nek en hoofd. Bovendien gaat zijn vriendin ervandoor met Wiseman.
Geoffrey Fisher is een vriend van Mann die als wetenschapper experimenteert met apen. Hij probeert door middel van genetische manipulatie hun intelligentie kunstmatig te verhogen. Met afstand zijn meest geslaagde testobject is het kapucijnaapje Ella. Fisher wil graag iets voor Mann betekenen en zet daarom in een rapport aan zijn opdrachtgever dat Ella is overleden, terwijl hij deze in werkelijkheid meeneemt naar Mann. Het aapje is namelijk zo slim dat ze feilloos opdrachten van de gehandicapte kan uitvoeren en zo een grote hulp kan zijn in zijn dagelijkse bestaan. Mann is dolblij met Ella en krijgt een innige band met haar.
Terwijl Ella Manns leven vergemakkelijkt en opvrolijkt, zet Fisher in het geheim zijn experimenten met haar door, waardoor het aapje slimmer en slimmer wordt. Dit gaat zover dat ze Mann wil beschermen tegen alles wat hem ook maar lijkt te bedreigen. Bovendien ontwikkelt ze een telepathische band met hem en brengt ze zijn donkere kanten in hem boven wanneer ze in zijn bijzijn is. Elke keer dat Mann ook maar een kwade fantasie heeft over iemand, trekt Ella er 's nachts op uit om diegene om het leven te brengen. Hij ziet in zijn dromen door haar ogen wat ze doet, maar als hij dit probeert te vertellen worden zijn woorden uitgelegd als stress. Mann wordt niettemin ook steeds inniger met zijn therapeute Melanie Parker, waardoor Ella zichzelf bedreigd voelt, evenals door mensen die langzaam maar zeker overtuigd beginnen te raken van Manns verhalen over Ella.

## Rolverdeling
| Acteur            | Personage          |
| ----------------- | ------------------ |
| Jason Beghe       | Allan Mann         |
| Stanley Tucci     | Dr. John Wiseman   |
| John Pankow       | Geoffrey Fisher    |
| Kate McNeil       | Melanie Parker     |
| Joyce Van Patten  | Dorothy Mann       |
| Christine Forrest | Maryanne Hodges    |
| Stephen Root      | Dean Burbage       |
| Janine Turner     | Linda Aikman       |
| William Newman    | Doc Williams       |
| Tudi Wiggins      | Esther Fry         |
| Tom Quinn         | Charlie Cunningham |